# Rebhuhn (Wappentier)

Ein goldenes Rebhuhn im Wappen der Gemeinde Pöring

Das Rebhuhn ist in der Heraldik eine gemeine Figur und ein Wappentier.
Dargestellt wird eine dem natürlichen Rebhuhn angepasste Figur, die alle heraldischen Farben annehmen kann. Goldgefärbte Tiere überwiegen. Das als Bewehrung geltende Läpplein oder der Kamm (an der Kehle herabhängende Säcklein oder Kropf), oft auch als Glocke, Bret oder Bart bezeichnet, kann abweichend tingiert sein. In der neueren Heraldik wird diese Darstellung vernachlässigt. Schnabel und die Beine können sich farblich vom Körper unterscheiden. Der Wappenvogel kann schnell mit dem Wappentier Wachtel verwechselt werden.
Der ungarische Adel Georg Brachvogel führte nach dem Adels- und Wappenbrief von König Karl III. aus dem Jahre 1721 im ersten und vierten Feld und auf der Helmkrone als Kleinod ein Rebhuhn.
Im vierten Feld des älteren Wappens vom Landkreis Dessau-Köthen findet sich ein braunes Rebhuhn als unheraldische Darstellung aufgrund brauner Tinktur und Farbe auf Farbe.

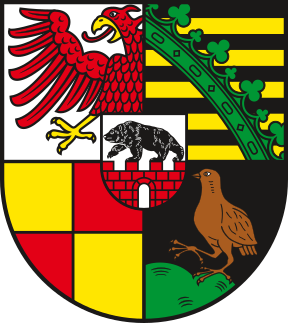
Landkreis Dessau-Köthen
Ein silbernes Rebhuhn im Wappen von Reppichau